# Albert Gasulla i Anglà
Albert Gasulla i Anglà (Barcelona, 13 de març de 1928 - Barcelona, 4 de desembre de 2011), de professió publicista, va ser una persona lligada al món del bàsquet català.
S'inicia en el món del bàsquet l'any 1941 al Liceu Alba, passant al UCB Mediterrani dos anys després. L'any 1946 ingressà al Col·legi Català d'Àrbitres, i el 1952 s'incorporà a la direcció tècnica de la Joventut Gremial de Forners, equip que dirigí fins a l'any 1955. Va ser entrenador de la UE Montgat (1955-58), de la Secció Esportiva Santa Eulàlia (1958-60), del Picadero JC (1960-62), del CB Granollers (1962-63) i del Joventut de Badalona (1963-64). Com a entrenador de l'equip badaloní descobreix un jove talent en un desplaçament a Malgrat, l'Enric Margall.
L'any 1964 s'incorporà als Lluïsos de Gràcia, on durant vint-i-tres anys exercí de director tècnic i entrenador de diferents equips. També fou un dels creadors de la primera revista especialitzada en bàsquet: Rebote. Va ser un dels promotors del mini-bàsquet a Espanya, i va fundar el Col·legi Català d'Entrenadors l'any 1971. El 1973 formà part del comitè organitzador del Campionat d'Europa de Barcelona, organitzant el festival d'inauguració a càrrec de Raimundo Saporta. Entre els anys 1973 i 1979 va ser vicepresident de la Federació Catalana de Basquetbol, i l'any 1987 fou nomenat Forjador de la Història de l'Esport Català. També fou un dels impulsors de la Fundació del Bàsquet Català, de la qual fou vicepresident fins al 2009, i que l'any 2010 el declarà Històric del Bàsquet Català.
Com a publicista, a mitjans dels anys setanta va introduir la llengua catalana a la publicitat, posant un especial èmfasi en la correcció lingüística i en la difusió de les tradicions catalanes. Va morir en el mes de desembre de l'any 2011.